# Поліцейська жорстокість
Поліцейська жорстокість   – агресивне фізичне чи психологічно емоційне нелюдське поводження з людиною, яке подавляє її волю та вільне волевиявлення, спричиняє незаслужені моральні та фізичні страждання, які здійснені співробітниками поліції поза окресленою законом компетенцією та з порушенням принципу пропорційності при застосуванні сили чи обмежень прав і свобод людини.
Конституція України визначає: «Ніхто не може бути підданий катуванню, жорстокому, нелюдському або такому, що принижує його гідність, поводженню чи покаранню. Жодна людина без її вільної згоди не може бути піддана медичним, науковим чи іншим дослідам» ( ст. 28). 

## Концепти міжнародних правових актів.
У Конвенції про захист прав людини і основоположних свобод  закладені такі важливі положення: «Нікого не може бути піддано катуванню або нелюдському чи такому, що принижує гідність, поводженню або покаранню» (ст. 3); «Нікого не можна тримати в рабстві або в підневільному стані» (ст. 4).
Конвенція проти катувань та інших жорстоких, нелюдських або таких, що принижують гідність, видів поводження і покарання, яка набула чинності в червні 1987 р.{Ратифікована Указом Президії ВР № 3484-XI ( 3484-11 ) від 26.01.87 }   є одним з важливих міжнародно-правових актів,  виконанням  якого має бути забезпечено захист від катувань як від міжнародного злочину, а також закладено засади запобігання політичним репресіям та іншим формам зловживань владою. 
Катування – будь-яка дія, якою будь-якій особі навмисне заподіюються сильний біль або страждання, фізичне чи моральне, щоб отримати від неї або від третьої особи відомості чи визнання,  покарати її за дії,  які вчинила  вона або третя особа, чи у вчиненні яких вона підозрюється, а також залякати чи примусити її або третю особу, чи з будь-якої причини,  що ґрунтується  на дискримінації будь-якого виду, коли такий біль або страждання  заподіюються державними посадовими особами чи іншими особами, які виступають як  офіційні, чи з їх підбурювання, чи з їх відома, чи за їх мовчазної згоди. В цей термін  не  включаються біль  або  страждання, що виникли внаслідок  лише законних санкцій,  невіддільні від цих санкцій чи спричиняються ними випадково.
Конвенція проти катувань та інших жорстоких, нелюдських або таких, що принижують гідність, видів поводження і покарання, яка Ратифікована Указом Президії ВР № 3484-XI ( 3484-11 ) від 26.01.87, включає такі важливі положення: 
- жодні виняткові обставини, якими б вони не були, стан війни чи загроза війни, внутрішня політична нестабільність чи будь-який інший надзвичайний стан не можуть бути виправданням катувань. Наказ  вищого  начальника або державної  влади не  може служити виправданням катувань ( ст. 2);
- жодна держава-сторона не повинна  висилати, повертати  чи видавати  будь-яку особу іншій державі,  якщо є серйозні підстави вважати, що їй там може загрожувати застосування катувань (ст. 3);
- кожна держава-сторона забезпечує розгляд усіх  актів катування  згідно з її кримінальним законодавством як злочини.  Те саме стосується спроби піддати катуванням і тих дій будь-якої особи, що становлять собою співучасть у катуванні ( ст. 4);
- кожна держава-сторона у повну міру забезпечує включення навчальних матеріалів та інформації про заборону  катувань до програм  підготовки персоналу правових органів, цивільного чи військового  медичного персоналу, державних посадових осіб, які можуть мати відношення до утримання під вартою й допитів осіб, які зазнали будь-якої форми арешту, затримання чи ув'язнення, або до поводження з ними ( ст. 10);
- кожна держава-сторона забезпечує у своїй правовій системі одержання відшкодування жертвою катувань й підкріплене правовою санкцією право на справедливу й адекватну компенсацію, включаючи заходи  для  якомога повнішої реабілітації. У разі смерті жертви внаслідок катування право на компенсацію надається її утриманцям( ст. 14);
- кожна держава-сторона зобов'язується запобігати на будь-якій території, що перебуває під її юрисдикцією, іншим  актам жорстокого, нелюдського і такого, що принижує гідність, поводження й  покарання, що  не підпадають  під визначення  катування, коли такі акти здійснюються державними чи посадовими особами або іншими особами,  що виступають як офіційні, чи  з  їх підбурювання,  чи з їх відома,  чи з їх мовчазної згоди ( ст. 16).

Важливими положеннями для юридичного визначення межі допустимих дій поліцейських є норми Міжнародного пакту про громадянські та політичні права, де зазначається, що всі особи, позбавлені волі, мають право на гуманне поводження і повагу до гідності, властивої людській особі. Кодекс поведінки посадових осіб із підтримування правопорядку, прийнятий Генеральною Асамблеєю ООН 17 грудня 1979 р., зобов’язує працівників правоохоронних органів, зокрема й тих, які здійснюють розслідування, поважати й захищати гідність і права людини, зберігати в таємниці відомості конфіденційного характеру, отримувані у процесі своєї діяльності, якщо інтереси правосуддя не вимагають іншого, нетерпимо ставитись до будь-яких дій, які містять нелюдяні чи принизливі для гідності людини форми взаємин, забезпечувати охорону здоров’я затримуваних.
15 березня -  Міжнародний день боротьби з поліцейською жорстокістю (The International Day Against Police Brutality). 

## Практика Європейського суду з прав людини
Практика Європейського суду з прав людини  визначає, що нелюдське поводження є поводженням, яке навмисно спричинює сильні душевні чи фізичні страждання, а принизливим є таке поводження, яке принижує гідність особи або провокує особу до дій проти своєї волі або проти своєї совісті. Заяви про катування чи нелюдське або принижуюче поводження мають бути перевірені прокурором, а за наслідками таких перевірок повинні бути прийняті окремі рішення.
У справі  «Савіцький проти України» (заява № 38773/05, рішення від 26.07.2012) Європейський суд виніс рішення про виплату найбільшої суми компенсації моральної шкоди, яка коли-небудь призначалася громадянину України, зобов’язавши державу виплатити 154 тис. євро Богдану Савіцькому, який скаржився на жорстоке поводження з боку співробітників міліції та на неефективне розслідування.
У досить показовій  справі «Білий проти України» (CASE OF BILYY v. UKRAINE) (Заява № 14475/03. Остаточне рішення 21/01/2011) До Європейського суду з прав людини заявник скаржився, що під час тримання його під вартою він зазнав жорстокого поводження, на незадовільні санітарні умови тримання під вартою, через що він заразився туберкульозом  у слідчому ізоляторі. Суд з’ясував, що заявника, при  застосування запобіжного заходу у вигляді взяття під варту, неодноразово жорстоко били та застосовували інші форми  тортур і  насилля. Суд нагадав, що коли особа затримується міліцією здоровою, але при звільненні з-під варти виявляється, що в неї є тілесні ушкодження, на державу покладається обов’язок надати правдоподібне пояснення причин виникнення цих ушкоджень, і якщо цього зроблено не буде, це свідчитиме про наявність питання за статтею 3 Конвенції. Суд вважає, що у справі, яка розглядається, тривалість провадження не може бути виправдана великою кількістю проведених судових засідань та не відповідає вимозі «розумного строку». Суд присуджує, що відповідно до пункту 2 статті 44 Конвенції держава-відповідач має виплатити заявнику 10 000 € (десять тисяч євро) відшкодування моральної шкоди.

## Положення національного законодавства України
Застосування поліцейськими заходів примусу має здійснюватися з дотриманням принципу крайньої необхідності та пропорційності. Згідно ст. 29  Закону України «Про Національну поліцію»  «Обраний поліцейський захід є необхідним, якщо для виконання повноважень поліції неможливо застосувати інший захід або його застосування буде неефективним, а також якщо такий захід заподіє найменшу шкоду як адресату заходу, так і іншим особам (п. 4. 5).
Поліцейський може застосовувати фізичну силу, у тому числі спеціальні прийоми боротьби (рукопашного бою), для забезпечення особистої безпеки або/та безпеки інших осіб, припинення правопорушення, затримання особи, яка вчинила правопорушення, якщо застосування інших поліцейських заходів не забезпечує виконання поліцейським повноважень, покладених на нього законом» ( ст. 44 Закону України «Про Національну поліцію»). 
«Поліцейський зобов’язаний заздалегідь попередити особу про застосування фізичної сили, спеціальних засобів і вогнепальної зброї і надати їй достатньо часу для виконання законної вимоги поліцейського, крім випадку, коли зволікання може спричинити посягання на життя і здоров’я особи чи та/або поліцейського або інші тяжкі наслідки, або в ситуації, що склалася, таке попередження є невиправданим або неможливим». Попередження може бути зроблено голосом, а за значної відстані або звернення до великої групи людей - через гучномовні установки, підсилювачі звуку». ( ст. 43 Закону України «Про Національну поліцію»  )
Поліції (поліцейському) заборонено:
1) наносити удари гумовими (пластиковими) кийками по голові, шиї, ключичній ділянці, статевих органах, попереку (куприку) і в живіт;
2) під час застосування засобів, споряджених речовинами сльозогінної та дратівної дії, здійснювати прицільну стрільбу по людях, розкидання і відстрілювання гранат у натовп, повторне застосування їх у межах зони ураження в період дії цих речовин;
3) відстрілювати патрони, споряджені гумовими чи аналогічними за своїми властивостями метальними снарядами несмертельної дії, з порушенням визначених технічними характеристиками вимог щодо відстані від особи та стрільби в окремі частини голови і тіла людини;
4) застосовувати водомети при температурі повітря нижче +10°C;
5) застосовувати засоби примусової зупинки транспорту для примусової зупинки мотоциклів, мотоколясок, моторолерів, мопедів, транспортного засобу, що здійснює пасажирські перевезення, а також застосовувати такі засоби на гірських шляхах або ділянках шляхів з обмеженою видимістю, залізничних переїздах, мостах, шляхопроводах, естакадах, у тунелях;
6) застосовувати кайданки більше ніж 2 години безперервного використання або без послаблення їх тиску.
Поліцейський уповноважений у виняткових випадках застосовувати вогнепальну зброю:
1) для відбиття нападу на поліцейського або членів його сім’ї, у випадку загрози їхньому життю чи здоров’ю;
2) для захисту осіб від нападу, що загрожує їхньому життю чи здоров’ю;
3) для звільнення заручників або осіб, яких незаконно позбавлено волі;
4) для відбиття нападу на об’єкти, що перебувають під охороною, конвої, житлові та нежитлові приміщення, а також звільнення таких об’єктів у разі їх захоплення;
5) для затримання особи, яку застали під час вчинення тяжкого або особливо тяжкого злочину і яка намагається втекти;
6) для затримання особи, яка чинить збройний опір, намагається втекти з-під варти, а також озброєної особи, яка погрожує застосуванням зброї та інших предметів, що загрожують життю і здоров’ю людей та/або поліцейського;
7) для зупинки транспортного засобу шляхом його пошкодження, якщо водій своїми діями створює загрозу життю чи здоров’ю людей та/або поліцейського.  
8) для примусового припинення польоту безпілотного повітряного судна, якщо є обґрунтовані підстави вважати, що таке судно використовується для вчинення правопорушення або становить загрозу життю чи здоров’ю людей та/або поліцейського, шляхом пошкодження чи знищення безпілотного повітряного судна та/або складових частин безпілотної авіаційної системи.
{Частину четверту статті 46 доповнено пунктом 8 згідно із Законом № 3232-IX від 13.07.2023}
Поліцейський уповноважений застосовувати вогнепальну зброю тільки після попередження про необхідність припинення протиправних дій і намір використання заходу примусу, визначеного цією статтею.
Поліцейському заборонено застосовувати вогнепальну зброю в місцях, де може бути завдано шкоди іншим особам, а також у вогненебезпечних та вибухонебезпечних місцях, крім випадків необхідності відбиття нападу або крайньої необхідності.
Застосування вогнепальної зброї без попередження допускається:
1) при спробі особи, яку затримує поліцейський із вогнепальною зброєю в руках, наблизитися до нього, скоротивши визначену ним відстань, чи доторкнутися до зброї;
2) у разі збройного нападу, а також у разі раптового нападу із застосуванням бойової техніки, транспортних засобів або інших засобів, що загрожують життю чи здоров’ю людей;
3) якщо особа, затримана або заарештована за вчинення особливо тяжкого чи тяжкого злочину, втікає із застосуванням транспортного засобу;
4) якщо особа чинить збройний опір;
5) для припинення спроби заволодіти вогнепальною зброєю.
7. Поліцейський уповноважений застосовувати вогнепальну зброю тільки з метою заподіяння особі такої шкоди, яка є необхідною і достатньою в такій обстановці, для негайного відвернення чи припинення збройного нападу.
8. Поліцейський уповноважений застосовувати вогнепальну зброю у разі збройного нападу, якщо відвернення чи припинення відповідного нападу неможливо досягнути іншими засобами.  (ст. 40-46  Закону України «Про Національну поліцію»).

###### Відповідальність
У розділі III «Злочини проти волі, честі та гідності особи» Особливої частини чинного   Кримінального Кодексу України   передбачається кримінальна відповідальність за незаконне поміщення особи в психіатричний заклад (ст. 151), незаконне позбавлення волі (ст. 146).
Відповідно до ст. 365 Кримінального кодексу України «1. Перевищення влади або службових повноважень, тобто умисне вчинення працівником правоохоронного органу дій, які явно виходять за межі наданих йому прав чи повноважень, якщо вони завдали істотної шкоди охоронюваним законом правам, інтересам окремих громадян, державним чи громадським інтересам, інтересам юридичних осіб, - карається обмеженням волі на строк до п’яти років або позбавленням волі на строк від двох до п’яти років, з позбавленням права обіймати певні посади чи займатися певною діяльністю на строк до трьох років. 2. Дії, передбачені частиною першою цієї статті, якщо вони супроводжувалися насильством або погрозою застосування насильства, застосуванням зброї чи спеціальних засобів або болісними і такими, що ображають особисту гідність потерпілого, діями, за відсутності ознак катування, - караються позбавленням волі на строк від трьох до восьми років з позбавленням права обіймати певні посади чи займатися певною діяльністю на строк до трьох років. 3. Дії, передбачені частинами першою або другою цієї статті, якщо вони спричинили тяжкі наслідки, - караються позбавленням волі на строк від семи до десяти років з позбавленням права обіймати певні посади чи займатися певною діяльністю на строк до трьох років.
Згідно ст. 127 Кримінального Кодексу України  «1. Катування, тобто будь-яке умисне діяння, спрямоване на заподіяння особі сильного фізичного болю чи морального страждання, вчинене з метою примусити її чи іншу особу вчинити дії, що суперечать їх волі, у тому числі отримати інформацію чи зізнання, або з метою покарати її чи іншу особу за дії, вчинені нею або іншою особою чи у вчиненні яких вона або інша особа підозрюється, або з метою залякування її або інших осіб, - карається позбавленням волі на строк від трьох до шести років. 2. Те саме діяння, вчинене повторно або за попередньою змовою групою осіб, або з метою дискримінації, у тому числі з мотивів расової, національної чи релігійної нетерпимості, - карається позбавленням волі на строк від п’яти до десяти років».
Разом з тим, згідно ст. 43-1  Кримінального Кодексу України «Не є кримінальним правопорушенням діяння (дія або бездіяльність), вчинене в умовах воєнного стану або в період збройного конфлікту та спрямоване на відсіч та стримування збройної агресії Російської Федерації або агресії іншої країни, якщо це заподіяло шкоду життю або здоров’ю особи, яка здійснює таку агресію, або заподіяло шкоду правоохоронюваним інтересам, за відсутності ознак катування чи застосування засобів ведення війни, заборонених міжнародним правом, інших порушень законів та звичаїв війни, що передбачені міжнародними договорами, згода на обов'язковість яких надана Верховною Радою України».

## Нормативні акти
- Конституція України : прийнята Верховною Радою України 28 червня 1996 р.
- Конвенція проти катувань та інших жорстоких, нелюдських або таких, що принижують гідність, видів поводження і покарання . { Про зняття застереження України до статті 20 Конвенції додатково див. Закон N 234-XIV ( 234-14 ) від 05.11.98 }
- Закон України «Про Національну поліцію».